# Trēo

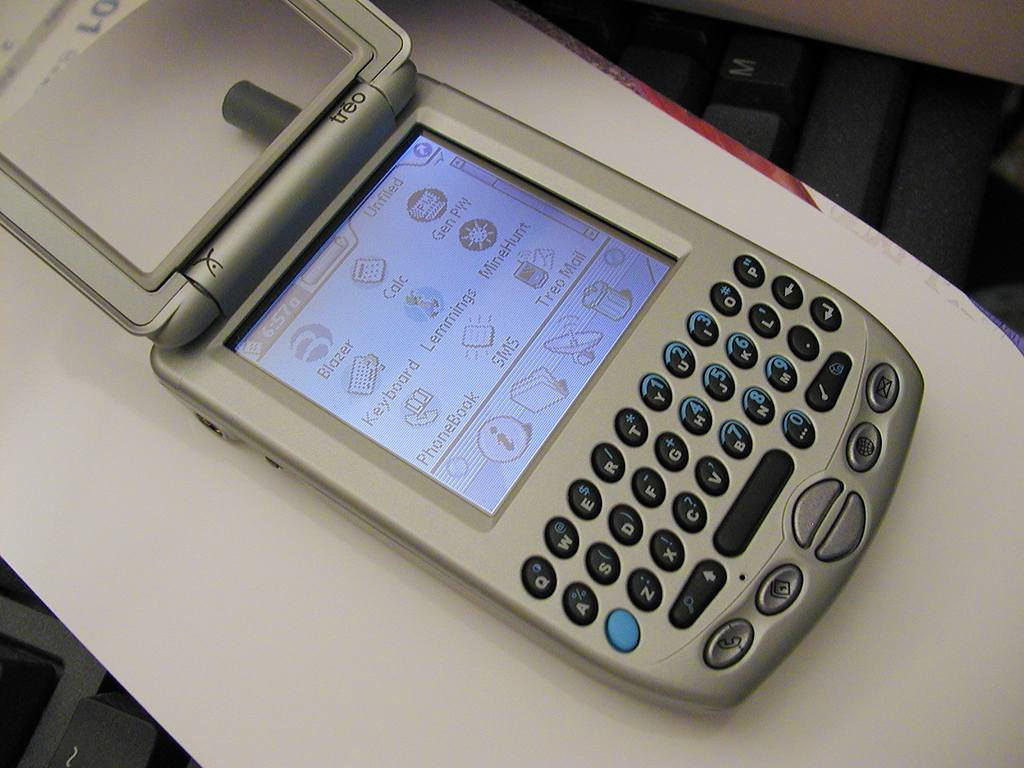
Treo 300

Trēo to nazwa serii telefonów komórkowych typu smartfon początkowo produkowanych przez firmę Handspring (od 2002), wykupioną w 2004 r. przez Palm, Inc. Wszystkie modele posiadają wiele wbudowanych funkcji typowych dla palmtopów (kalendarz, notatnik, kalkulator, etc.) oraz dla telefonów komórkowych (lista kontaktów, obsługa SMS i e-mail oraz przeglądanie stron internetowych). Najnowsze modele wyposażone są dodatkowo w aparat fotograficzny, dyktafon oraz obsługę MMS. Wszystkie posiadają ekran dotykowy oraz wbudowaną klawiaturę kciukową. Tradycyjnym systemem operacyjnym dla palmtopów Trēo jest Palm OS, a nowsze modele wyprodukowane zostały również w wersjach z systemem Windows Mobile.